# Elnora (Alberta)
Pour les articles homonymes, voir Elnora.
Elnora est un village (village) du Comté de Red Deer, situé dans la province canadienne d'Alberta.

## Démographie
En tant que localité désignée dans le recensement de 2011, Elnora a une population de 313 habitants dans 139 de ses 151 logements, soit une variation de 11.8% avec la population de 2006. Avec une superficie de 1,484 0 km2, village possède une densité de population de 210,916 4 hab/km2 en 2011.
Concernant le recensement de 2006, Elnora abritait 275 habitants dans 125 de ses 127 logements. Avec une superficie de 0,685 4 km2, village possédait une densité de population de 401,2 hab/km2 en 2006.
| 2001 | 2006 | 2011 | 2016 |
| ---- | ---- | ---- | ---- |
| 290  | 275  | 313  | 298  |